# 유운 (곡향후)
유운(劉雲, ? ~ ?)은 전한 말기의 제후로, 양강왕의 손자이다.

## 행적
원시 3년(3년), 아버지 유봉의 뒤를 이어 곡향후(曲鄕侯)에 봉해졌으나, 전한이 멸망하여 작위가 박탈되었다.

## 출전
- 반고, 《한서》 권15하 왕자후표 下

| 선대 아버지 곡향경후 유봉 | 전한의 곡향후 3년 ~ 8년 | 후대 (전한 멸망) |